# Montastruc-de-Salies
Montastruc-de-Salies – miejscowość i gmina we Francji, w regionie Oksytania, w departamencie Górna Garonna.
Według danych na rok 1990 gminę zamieszkiwało 285 osób, a gęstość zaludnienia wynosiła 18 osób/km² (wśród 3020 gmin regionu Midi-Pireneje Montastruc-de-Salies plasuje się na 781. miejscu pod względem liczby ludności, natomiast pod względem powierzchni na miejscu 727.).